# Barriga (Valle de Losa)
Barriga es una localidad situada en la provincia de Burgos, comunidad autónoma de Castilla y León (España), comarca de Las Merindades, partido judicial de Villarcayo, ayuntamiento de Valle de Losa.
La iglesia está dedicada a san Cosme y san Damián.

## Localidades limítrofes
Confina con las siguientes localidades:
- Al noreste con Llorengoz.
- Al este con Villaño.
- Al sur con Fresno de Losa.
- Al suroeste con Villalambrús.
- Al oeste con Villacián.

## Demografía
Evolución de la población
| Gráfica de evolución demográfica de Barriga entre 2000 y 2017      |
|                                                                    |
| Población de derecho (2000-2017) según el padrón municipal del INE |

## Datos generales
La localidad está situada 11 km al este. del ayuntamiento situado en El Cañón , junto a las localidades de Vilaño y Villacián , ambas la ladera sur de la Sierra Salvada , por donde discurre el arroyo Horcón que vierte sus aguas al río Nabón afluente del Jerea.

### Comunicaciones
- Carretera:  carretera local que conecta con la autonómica BU-522 que comunica El Ribero en la N-629 con Berberana en la BU-556, a la altura de Fresno de Losa.

## Situación administrativa
En las elecciones locales de 2007 correspondientes a esta entidad local menor concurre una sola candidatura encabezada por Silvino Quintana Orive (PP).

## Historia
Lugar en la antigua Merindad de Losa , Jurisdicción de Villalba de Losa , perteneciente al partido de Castilla la Vieja en Burgos , uno de los catorce que formaban la Intendencia de Burgos durante el periodo comprendido entre 1785 y 1833, tal como se recoge en el Censo de Floridablanca de 1787 . Tenía jurisdicción de señorío ejercida por el Duque de Frías quien nombraba su regidor pedáneo.
A la caída del Antiguo Régimen queda agregado al ayuntamiento constitucional de Junta de Villalba de Losa , en el partido de Villarcayo perteneciente a la región de Castilla la Vieja.
Así se describe a Barriga en el tomo IV del Diccionario geográfico-estadístico-histórico de España y sus posesiones de Ultramar, obra impulsada por Pascual Madoz a mediados del siglo XIX:

Lugar en la provincia, diócesis, audiencia territorial y capitanía general de Burgos (12 leguas), partido judicial de Villarcayo (4), ayuntamiento de la Junta de Villalba; Situado en un pequeño valle dominado por todos lados de llanuras y sierra, con buena ventilación y clima saludable. Tiene 28 casas de 15 a 20 pies de altura y una iglesia parroquial bajo la advocación de San Cosme y San Damián, servida por un cura que provee el diocesano en patrimoniales. Confina N la sierra de Saldaba-alta, E Villano, S Fresno, y O Villacián y Villota. Al N de la población se eleva la expresada sierra Salbada-alta, que corre desde Asturias a las provincias Vascongadas, alternando sus montañas hasta el Pirineo. El terreno es delgado y lastroso excepto en algún vallecito, y se divide en 3 suertes, de las cuales cuenta la primera 40 fanegas de tierra sembradura, la segunda 50 y 80 la tercera. Los caminos son de pueblo a pueblo en mediano estado; Producciones: trigo, centeno, yeros y legumbres pudiendo calcularse la cosecha en un año común en 300 fanegas de la primera especie, 200 de la segunda, 150 de yeros y 350 de garbanzos, titos, lentejas y otras legumbres; cría ganado lanar y cabrío en número de 390 cabezas, 48 de vacuno cerril, 60 de caballar y mular y 46 bueyes para la labranza. Su comercio consiste en la venta de ganados, y compra de granos, vino, aceite y ropa. Población: 6 vecinos, 23 almas. Capital productivo: 194.410 reales. Imponible: 18.517.
Diccionario geográfico-estadístico-histórico de España y sus posesiones de Ultramar

## Patrimonio
Conjunto urbano e iglesia de San Cosme y San Damián.

### Conjunto urbano
Núcleo de pequeño tamaño, subdividido en dos por una vaguada. Se estructura en torno al camino, continuación del de acceso, como enlace entre los dos. Del mismo parten pequeñas calles, donde se encuentran grupos de dos o tres viviendas, con edificaciones auxiliares. La iglesia se sitúa pegada a la calle principal y junto a la misma el juego de bolos.
Tipología constructiva con uso de fábricas de mampostería y sillería; balcones a modo de solana en planta alta y tejado achaflanado sobre los mismos, al situarse como regla general en testeros.

### Iglesia
Edificación de una sola nave, de planta rectangular, con diversos añadidos. Cabecera de mayor altura que la nave, con contrafuertes diagonales en esquinas. Canes bastos en alero y óculo gótico en lateral (siglo XVI). Capillas y sacristía añadidas a ambos laterales, formando como un crucero. Pórtico en lateral, adosado a la torre-espadaña, situada en los pies. Doble cuerpo con dos arcos cada uno, los inferiores cegados. Nave con canes bastos, parece románica, muy popular. Fábrica de sillería y mampostería parcialmente enfoscada.

## Parroquia
Iglesia de San Cosme y San Damián dependiente de la parroquia de Villalba de Losa en el Arciprestazgo de Medina de Pomar del Arzobispado de Burgos.